# Chartographa fabiolaria
Chartographa fabiolaria là một loài bướm đêm trong họ Geometridae.